# Sertanejos
Los sertanejos son un pueblo vinculado a la ganadería y la agricultura en la región del Sertón en el Nordeste de Brasil, específicamente en caatinga, bioma que cubre gran parte de los territorios de los estados brasileños de Bahía, Ceará, Piauí, Pernambuco, Paraíba, Río Grande del Norte, Sergipe y Alagoas, y del cerrado que cubre partes de los estados de Maranhão, Bahia y Piauí, además de la  región del Agreste, donde ocurre una transición entre Mata atlántica y Caatinga.El surgimiento de los sertanejos data del siglo XVI en Bahía con los vaqueiros, impulsado por el avance de la ganadería hacia el interior.

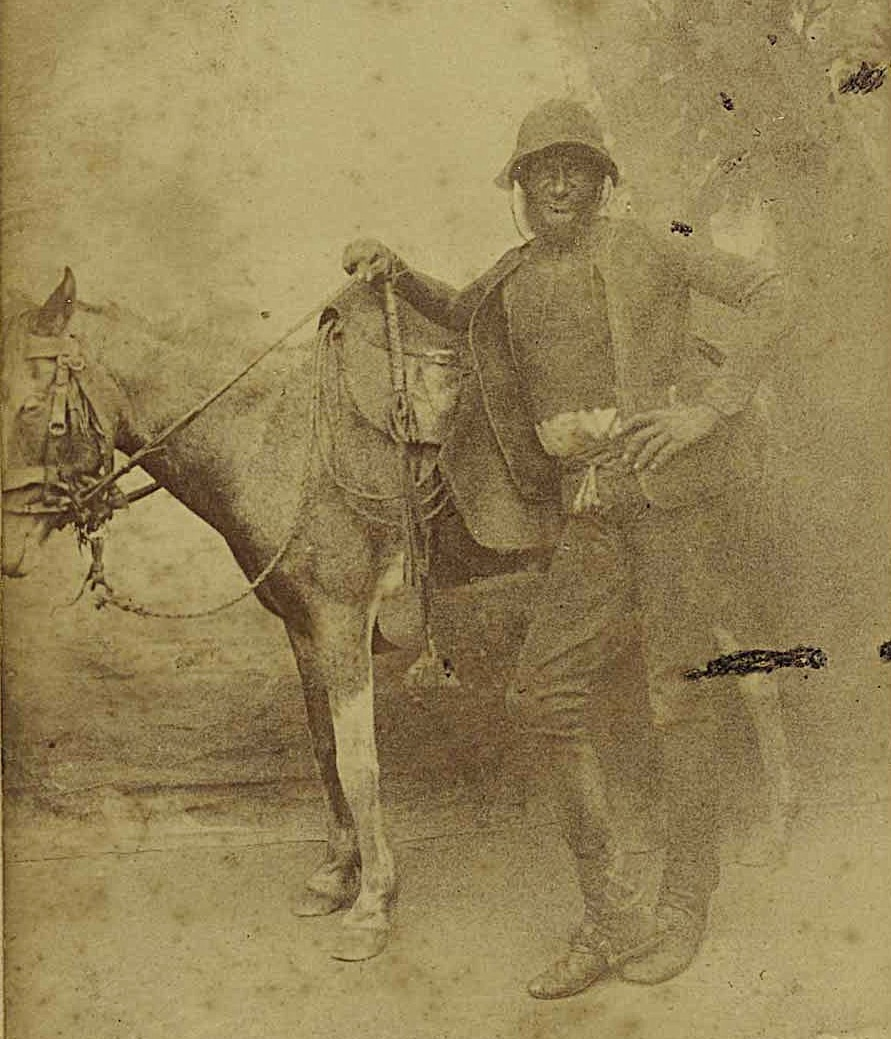
Tipos de Feira de Santana, Bahia - typos do norte 1880 por Thereza Christina Maria

El pueblo sertanejo básicamente fue formado por el mestizaje entre portugueses e indígenas, especialmente los hablantes de idiomas de la família macro-Jê. El esclavo africano estuvo poco presente en el Sertón, ya que la ganadería normalmente utilizaba la mano de obra libre de los vaqueros.
Muchos consideran al sertanejo el estereotipo del hombre del Nordeste brasileño, comparable a los caipiras o los gauchos.

## Origen y cultura

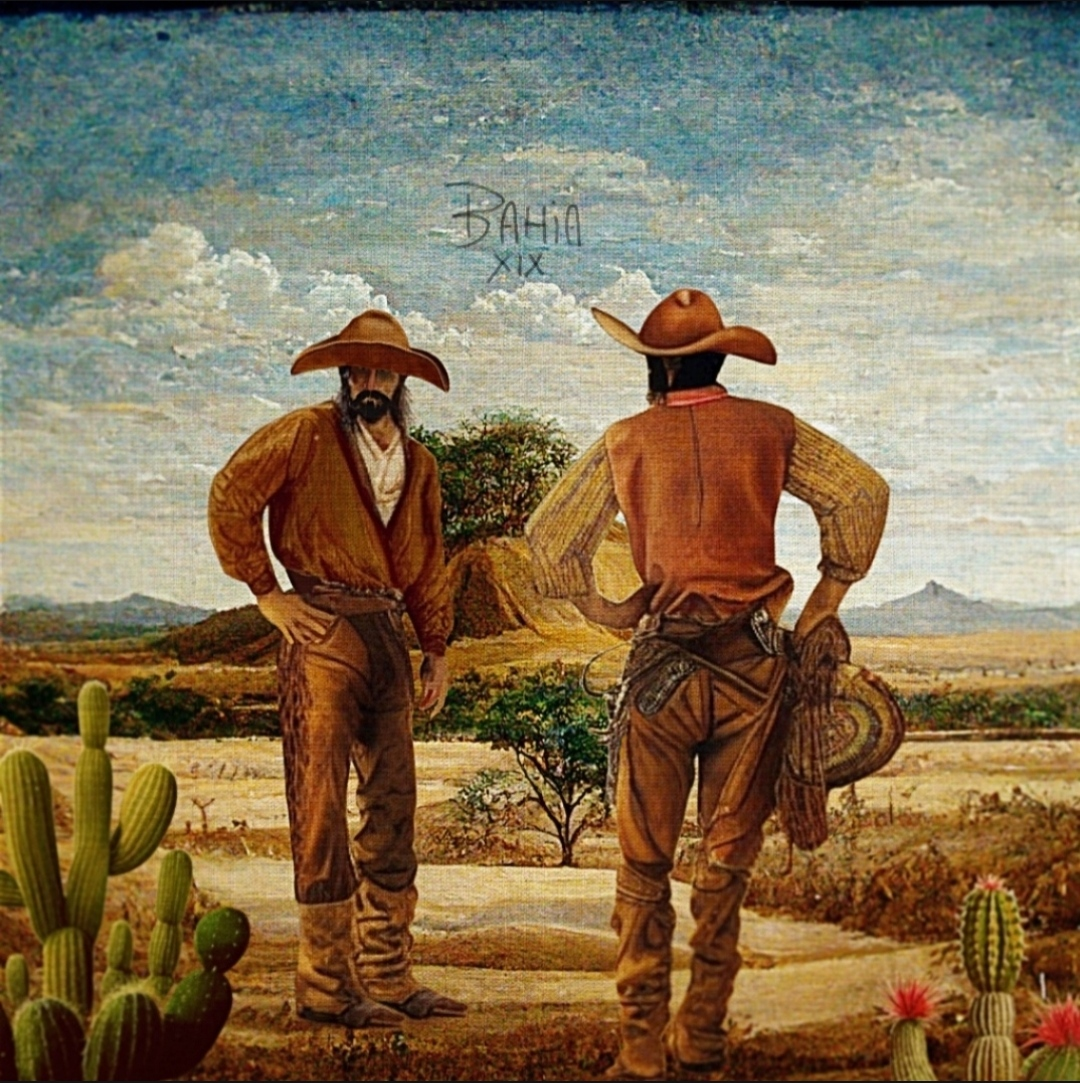
Sertanejos en la caatinga, estado de Bahía, grabado de la década de 1810.

El ganado fue introducido en la costa este del noreste de Brasil justo al comienzo del ciclo del azúcar y servía como alimento y tracción animal para las plantaciones de caña. A lo largo de las décadas, los rebaños se multiplicaron y trajeron inconvenientes a los campos de caña. Con eso, grupos de portugueses y mamelucos sin recursos económicos ni poder político son empujados, junto con el ganado de los cañaverales, al Sertón de Bahía en el siglo XVI  Estos pioneros y sus descendientes estuvieron en constante conflicto con los indígenas, a pesar del fuerte mestizaje con ellos, y avanzaron, entre los siglos XVI y XVIII, por todo el Sertão de la región nordeste de Brasil, poblándolo, siguiendo el curso de los ríos.
Algunas partes de la región de la Chapada Diamantina, en el estado de Bahía, tuvieron una formación histórica y social diferentes del restante del Sertón, pues fueron ocupadas en los siglos XVIII y XIX por meio de la  extracción de piedras preciosas y su población fue formada esencialmente por el mestizaje entre portugueses, amerindios y africanos. La mineración en esta región sertaneja de Bahía utilizó mano de obra esclava africana. A pesar de ello, estos sertanejos de Bahía tienen un fuerte carácter rural.
Originalmente, había dos grandes latifundios que dominaban el Sertón: Casa da Torre ("Casa de la Torre" en español), propiedad de la familia García d'Ávila, y Casa da Ponte ("Casa del Puente" en español), propiedad de la familia Guedes de Brito . Estos latifundios se dividían en haciendas más pequeñas, que se alquilaban a los vaqueros.
La vida de los habitantes del Sertón era difícil. Sólo abundaba leche y carne y utilizaban de la leche cuajada y el queso solamente para su propio consumo. A la carne se le añadía harina de yuca, así originando la paçoca, un plato típico del Sertón. Del cuero del ganado se producía diversos artefactos de la vida del sertanejo, como chozas, cantimploras, mochilas y ropa. Sequías siempre estuvieron  presente en el Sertón. El antropólogo brasileño Darcy Ribeiro comparó los vaqueros y agricultores sertanejos con los campesinos en servidumbre de Europa feudal, ya que ambos vivieron todas sus vidas, desde el nacimiento, en la región de origen de sus padres y abuelos, estaban atados a una tierra que no les pertenecía y tenían que pagar altos impuestos a los dueño de la tierra que utilizaban.
Los contactos entre el Sertón y la costa eran esporádicos y ocurrían solamente en ciertas épocas del años, a través de ferias donde se reunían criadores de ganado y comerciantes, muchas de las quales dieron lugar a núcleos demográficos, embriones de ciudades actuales como Feira de Santana (Bahía), Campina Grande (Paraíba), Pastos Bons (Maranhão), Serra Talhada (Pernambuco) y Oeiras (Piauí).

## Ubicación

Mapa de las subregiones de la Región Nordeste de Brasil, siendo el Sertão nororiental el número 2 en el mapa.